# Liste des aéronefs de l'United States Navy
 (février 2020).

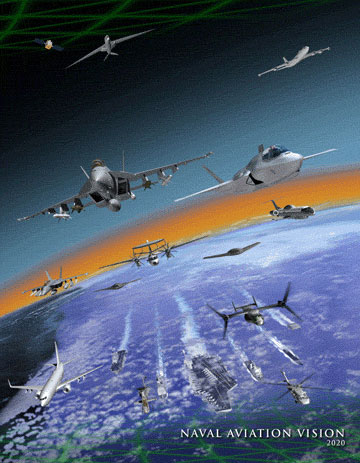
Vision de la flotte aérienne de l'United States Navy en 2020.

La liste qui suit constitue la liste des aéronefs de l'United States Navy actuellement en service en 2023, la marine de guerre des États-Unis.

## Avions

### A - Attaque (Attack)
- A-29B Super Tucano
- AV-8B Harrier

### C - Cargo (Cargo)
- C-2A Greyhound
- C-9 Skytrain
- C-12 Huron
- C-20 Gulfstream
- C-21 Learjet
- C-26 Metro III (Fairchild Metroliner)
- C-37A Gulfstream V and C-37B Gulfstream 550
- C-38 Courier
- C-40A Clipper
- C-130 Hercules
- C-130J Super Hercules

### E - Guerre électronique (Electronic Warfare)
- E-2 Hawkeye
- E-6 Mercury
- EP-3E (ARIES II)
- EA-18 Growler

### F - Chasseurs (Fighter)
- F/A-18E/F Super Hornet
- F-35C Lightning II
- General Dynamics F-16 Fighting Falcon

### M - Multi-rôle (Multi-Purpose)
- MV-22B Osprey

### N - Tests (Special Test, permanent)
- NU-1B Otter

### P - Patrouille (Patrol)
- P-3C Orion
- P-8A Poseidon

### R - Reconnaissance (Reconnaissance)
- RQ-2A Pioneer

### T - Entraînement (Trainer)
- T-34C Turbomentor
- T-39D/N/G Sabreliner
- T-44 Pegasus
- T-45A/C Goshawk
- T-6B Texan II (dérive du Pilatus PC-9)

### U - Utilitaires (Utility)
- U-6A Beaver
- UC-35D (Cessna Citation)

### X - Expérimentaux (Experimental)
- X-26A Frigate

## Hélicoptères

### A - Attaque (Attack)
- AH-1Z Viper (Bell AH-1 Cobra)

### C - Cargo (Cargo)
- CH-53E Super Stallion (Sikorsky CH-53 Sea Stallion)

### H - Sauvetage (Rescue-Help)
- HH-1N Iroquois (Bell UH-1 Iroquois)
- HH-60H Rescue Hawk

### M - Multi-rôle (Multi-role)
- MH-53E Sea Dragon (Sikorsky CH-53 Sea Stallion)
- MH-60R/S Seahawk/Knighthawk
- MV-22B Osprey
- MQ-8B

### S - Lutte anti sous-marine (Anti-submarine Warfare)
- SH-60B/F Seahawk

### T - Entraînement (Trainer)
- TH-57 Sea Ranger
- TH-6B
- TH-73A Thrasher

### U - Utilitaires (Utility)
- UH-1N Iroquois (Bell UH-1 Iroquois)
- UH-1Y Venom
- UH-3H Sea King

### V - Transporteurs VIP (VIP Transport)
- VH-3D Sea King
- Boeing-Bell V-22 Osprey
- VH-60N Night Hawk

## Dirigeables
- MZ-3A